# 알파-케토글루타르산
α-케토글루타르산(영어: α-ketoglutaric acid)은 글루타르산의 케톤 유도체 중 하나이다. 2-옥소글루타르산(영어: 2-oxoglutaric acid)이라고도 한다. "케토글루타르산"이란 용어는 별다른 언급이 없는 경우 거의 대부분 α 유도체를 의미한다. β-케토글루타르산은 케톤 작용기의 위치가 다르며, 일반적인 형태가 아니다.
α-케토글루타르산의 음이온(α-ketoglutarate)은 생물학적으로 중요한 화합물이다. α-케토글루타르산은 글루탐산의 탈아미노화에 의해 생성되는 케토산이며, 시트르산 회로의 중간생성물이다.

## 기능

### 알라닌 아미노기전이효소
알라닌 아미노기전이효소는 α-케토글루타르산과 L-알라닌을 L-글루탐산과 피루브산으로 전환하는 가역 반응을 촉매한다.

### 시트르산 회로
α-케토글루타르산은 아이소시트르산 다음에, 석시닐-CoA 앞에 오는 시트르산 회로의 핵심적인 중간생성물이다. 보충대사 반응은 글루탐산의 아미노기 전이반응으로부터 α-케토글루타르산을 합성하거나 글루탐산에 대한 글루탐산 탈수소효소의 작용으로 α-케토글루타르산을 생성함으로써 시트르산 회로에 α-케토글루타르산을 보충할 수 있다.

### 아미노산의 형성
글루타민은 글루타밀 인산을 형성하기 위해 ATP를 이용하는 글루타민 합성효소에 의해 글루탐산으로부터 합성된다. 글루타밀 인산은 친핵체인 암모니아에 의해 공격받아 글루타민과 무기인산을 생성한다. α-케토글루타르산으로부터 글루탐산이 만들어지고, 글루탐산으로부터 글루타민, 프롤린, 아르지닌이 생성된다.

### 질소 운반체
α-케토글루타르산의 또 다른 기능은 세포에서 방출되는 질소와 결합하여 질소 과부하를 방지하는 것이다.
α-케토글루타르산은 대사 경로에서 가장 중요한 질소 운반체 중 하나이다. 아미노산의 아미노기는 아미노기 전이반응에 의해 α-케토글루타르산에 아미노기를 결합시켜, 요소 회로가 일어나는 간으로 운반된다.
글루타민과 마찬가지로 α-케토글루타르산은 아미노기 전이반응을 통해 흥분성 신경전달물질인 글루탐산을 형성한다. 그런 다음 글루탐산은 억제성 신경전달물질인 γ-아미노뷰티르산(GABA)로 탈카복실화(비타민 B6가 필요)된다.
높은 단백질 섭취, 과도한 알루미늄 노출, 라이 증후군, 간경화 및 요소 회로 장애로 높은 농도의 암모니아 또는 높은 농도의 질소를 야기할 수 있다고 보고되었다.
α-케토글루타르산은 뇌에서 암모니아를 해독하는 역할을 한다.

### 산소 분자와의 관계
α-케토글루타르산은 α-케토글루타르산 의존성 하이드록실화효소(α-ketoglutarate-dependent hydroxylase)에 대해 공동 기질로 작용하며 또한 산소 분자와 관련된 산화 반응에서도 중요한 역할을 한다.
산소 분자(O2)는 산소화효소(oxygenase)에 의해 촉매되는 반응에서 항생제에서처럼 생물에서 유용한 생성물을 만들기 위해 많은 화합물들을 직접적으로 산화시킨다. 많은 산소화효소에서 α-케토글루타르산은 주된 기질과 함께 산화됨으로써 반응을 돕는다. 실제로 α-케토글루타르산 의존성 산소화효소(α-ketoglutarate-dependent oxygenase) 중 하나는 O2 센서로, 생물이 처한 환경에서 산소의 농도를 알려준다.
산소 분자와 결합하는 α-케토글루타르산은 1형 콜라겐 생성시 프롤린을 하이드록시프롤린으로 하이드록실화시키는데 필요한 요건 중 하나이다.

### 항산화제
몇 가지 유형의 세포에서 방출된 α-케토글루타르산은 과산화 수소의 농도를 감소시켰고, 세포 배양 배지에서 α-케토글루타르산은 고갈되고 석신산으로 전환되었다.

### 수명
2014년 5월 14일에 발표된 연구에 따르면 α-케토글루타르산은 선충류의 수명 증가와 관련이 있다.

### 면역 조절
최근의 연구에 따르면 α-케토글루타르산이 TH1 분화와 글루타민의 고갈을 촉진한다는 것이 밝혀졌다. 대사 산물을 고갈시킴으로써 α-케토글루타르산은 조절 T 세포의 분화를 촉진한다. 이는 종양의 미시 환경에서 볼 수 있는 아미노산 결핍 상황에서 조절 T 세포의 균형을 왜곡시키는 역할을 할 수 있다.

## 생성
α-케토글루타르산은 다음과 같은 방법으로 생성될 수 있다.
- 아이소시트르산 탈수소효소에 의한 아이소시트르산의 산화적 탈카복실화
- 글루탐산 탈수소효소에 의한 글루탐산의 산화적 탈아미노화
- 근두암종균(agrobacterium tumefaciens)에 의해 갈락투론산으로부터 생성됨[9]

## 같이 보기
- 아이소시트르산
- 석시닐-CoA
- β-케토글루타르산